# Pauquachin
Die Pauquachin (früher auch Pak-quw-chin) sind eine der auf Vancouver Island lebenden First Nations der pazifischen Küste Kanadas. Dabei gehören sie zu den um Victoria lebenden Saanich, genauer gesagt, zusammen mit den Malahat zu den südlichen Saanich.
Damit gehören sie zur Gruppe der North Straits Salish oder Lekwungaynung sprechenden Stammesgruppe, zu denen die Saanich, die Songhees und die T'sou-ke First Nation gehören. Diese wiederum gehören zu den Küsten-Salish. Die Pauquachin sind Mitglieder der Te’Mexw Treaty Association, die für mehrere Stämme die Vertragsverhandlungen mit den Regierungen Kanadas und British Columbias führt.
Ihre Häuser stehen zwischen Gordon Head und Cowichan Head. Sie sind eine der fünf Wohnhausgruppen oder „Familien“ der Saanich, zu denen neben den beiden genannten auch die Tsawout (an der Saanichton Bay), die Tseycum (an der Patricia Bay) und die Tsarlip (an der Brentwood Bay) gehören. Im August 2009 waren 374 Menschen als Pauquachin anerkannt.

## Geschichte

### Vertrag mit der Hudson’s Bay Company
1852 schloss Gouverneur James Douglas zwei Verträge mit den Saanich. Dabei schloss er einen mit den südlichen Saanich, also mit Pauquachin und Malahat, am 6. Februar 1852 – unterzeichnet von Whut-say mullet und neun weiteren Personen – und einen am 11. Februar mit den nördlichen Saanich. Gegen mehrere hundert Decken war dieser Vertrag die Grundlage, ihnen ihr Land zu nehmen, ähnlich wie schon 1850 den benachbarten Songhees.

### Reservate
Die Pauquachin leben in drei Reservaten am Saanich Inlet südlich der Mill Bay und im Goldstream und Highland District am südlichen Ende des Finlayson Arm sowie an der Mündung des Goldstream River. Cole Bay 3 umfasst dabei 284,7 ha, Hatch Point 12 genau 36,8 ha und Goldstream 13 an der Mündung des gleichnamigen Flusses 4,8 ha. Zu den Pauquachin zählten im August 2009 genau 374 Menschen. Im Reservat lebten dabei 232 Stammesangehörige, in anderen Reservaten 38, weitere 104 lebten außerhalb der Reservate.
Die Reservate wurden ihnen 1877 zugewiesen.

## Aktuelle Situation
1995 wurde von offizieller Seite festgestellt, dass die jahrzehntelange Umnutzung der Region um das Saanich Inlet zu massiven Zerstörungen geführt hatte. Ähnliches stellte 1997 eine Untersuchung hinsichtlich der kulturellen Entwicklung fest. Diese Untersuchungen standen in Zusammenhang mit dem Bamberton Town Development Project, einem Ausbauprojekt direkt neben dem Gebiet der Malahat, einem Projekt mit weit reichenden ökologischen und damit auch kulturellen Auswirkungen.
Unter Federführung des Environmental Assessment Office wurde ein Projekt entwickelt, das die Forderungen der sechs betroffenen Stämme, also der Malahat, Tsartlip, Pauquachin, Tseycum und Tsawout Bands, und der Cowichan Tribes berücksichtigen sollte. Der Bericht umriss die traditionellen und aktuellen Nutzungsweisen des betroffenen Landes. Die Erfahrungen hieraus führten zum Schutz verschiedener Bereiche in der neu entstandenen Stadt und mündeten 1998 in einer Beteiligung der Indianer bei der Entwicklung von marinen Schutzgebieten.